# 富爾祜倫
純親王富爾祜倫（1679年12月30日—1681年1月15日），純靖親王隆禧獨子，母妻尚佳氏，其父為尚之隆，純親王系第二代。
他在康熙十八年十一月（1679年）出生，次年三月（1680年）接替父親成為純親王第二代。但他卻在同年十一月（合1681年）夭折，虛齡兩岁，純親王絕嗣，封爵廢除。